# 우루리
우루리(이탈리아어: Ururi)는 이탈리아 몰리세주 캄포바소도의 코무네다. 캄포바소로부터 북동쪽 40km 거리에 있다.